# رافائيل لز
رافائيل لز (بالبرتغالية: Rafael Freire Luz) مواليد 11 فبراير 1992، هو لاعب كرة سلة برازيلي بدأ مسيرته الاحترافية في سنة 2005 يلعب في ليغا أيه سي بي ويحمل الرقم 55. يبلغ طوله 6 قدم 2 بوصة (1.9 م).

## فرق لعب لها
- أوبرادويرو لكرة السلة

## الميداليات
| الميدالية | المسابقة                             |
| --------- | ------------------------------------ |
| فضية      | بطولة أمم الأمريكتين لكرة السلة 2011 |

## روابط خارجية
- رافائيل لز على موقع الدوري الأوروبي لكرة السلة (الإنجليزية)
- رافائيل لز على موقع الدوري الإسباني لكرة السلة (الإسبانية)
- رافائيل لز على موقع كرة السلة الأوروبية.كوم (الإنجليزية)
- رافائيل لز على موقع ريلجم (الإنجليزية)
- رافائيل لز على موقع بروبوليرز (الإنجليزية)
- رافائيل لز على موقع سبورتس رفرنس (الإنجليزية)
- رافائيل لز على موقع أوليمبيديا (الإنجليزية)
- رافائيل لز على موقع اللجنة الأولمبية البرازيلية (البرتغالية)